# Pramsiri Bunphithak
Pramsiri Bunphithak (in thai: เปรมศิริ บุญพิทักษ์; Provincia di Suphanburi, 13 gennaio 1984) è un'ex sollevatrice thailandese che ha gareggiato nella categoria dei pesi gallo (fino a 48 kg.).

## Carriera
Nel 2007 ha conquistato la medaglia d'argento ai Campionati asiatici di Tai'an con 196 kg nel totale, dietro alla cinese Chen Xiexia (215 kg.). Lo stesso anno vinse la medaglia d'argento anche ai Campionati mondiali di Chiang Mai con lo stesso risultato nel totale, battuta nuovamente da Chen Xiexia (214 kg).
L'anno seguente partecipò alle Olimpiadi di Pechino 2008, terminando fuori classifica dopo aver fallito i tre tentativi di ingresso nella prova di strappo.
Nel 2010 si classificò al 4º posto finale ai Campionati mondiali di Antalya con 186 kg. nel totale, ma dopo diversi anni, la turca Nurcan Taylan, vincitrice di quella competizione, fu squalificata per positività al doping e Pramsiri Bunphithak fu promossa al terzo posto conquistando la medaglia di bronzo.